# Rudolph Hall

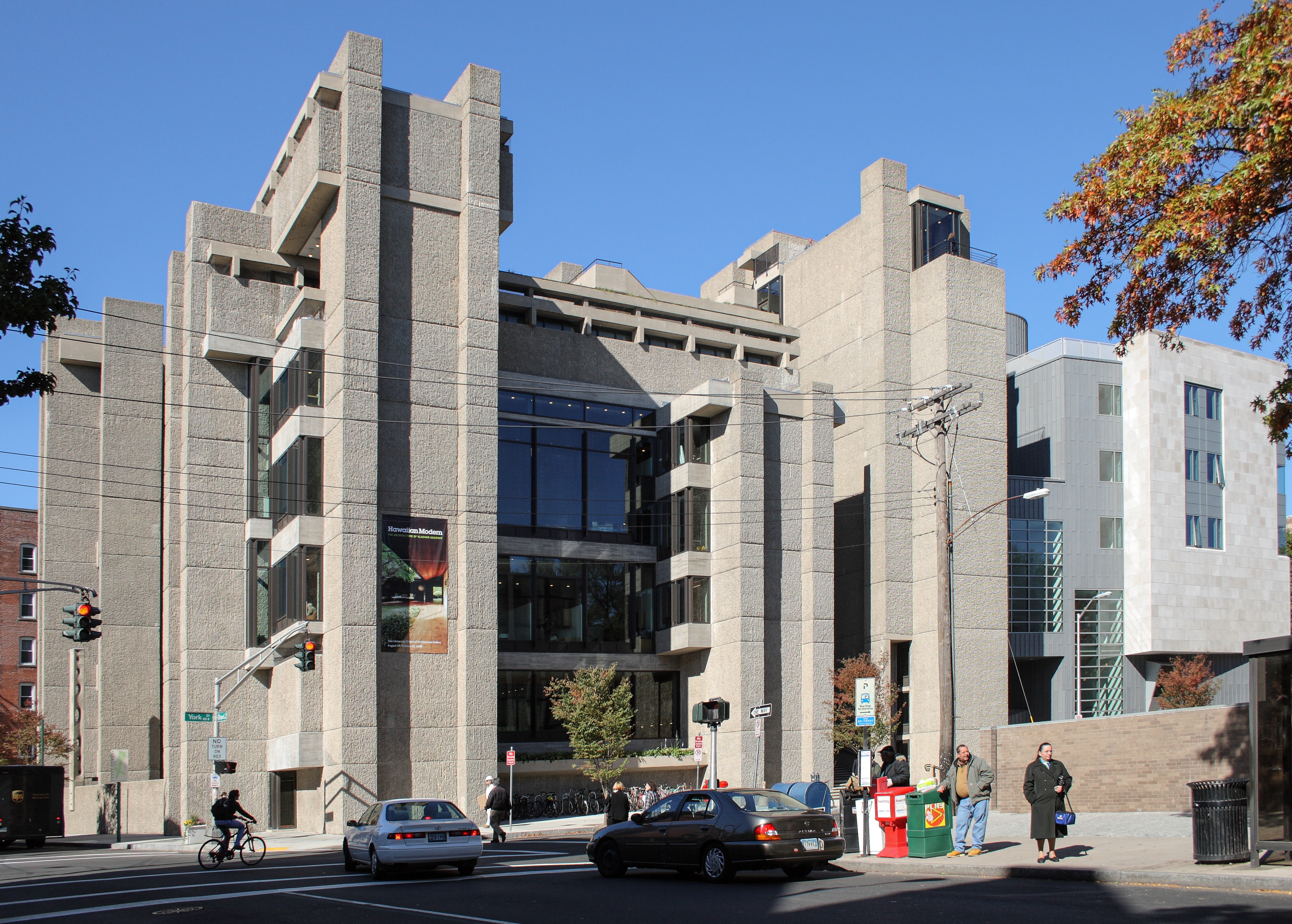
Byggnaden efter renoveringen 2008.

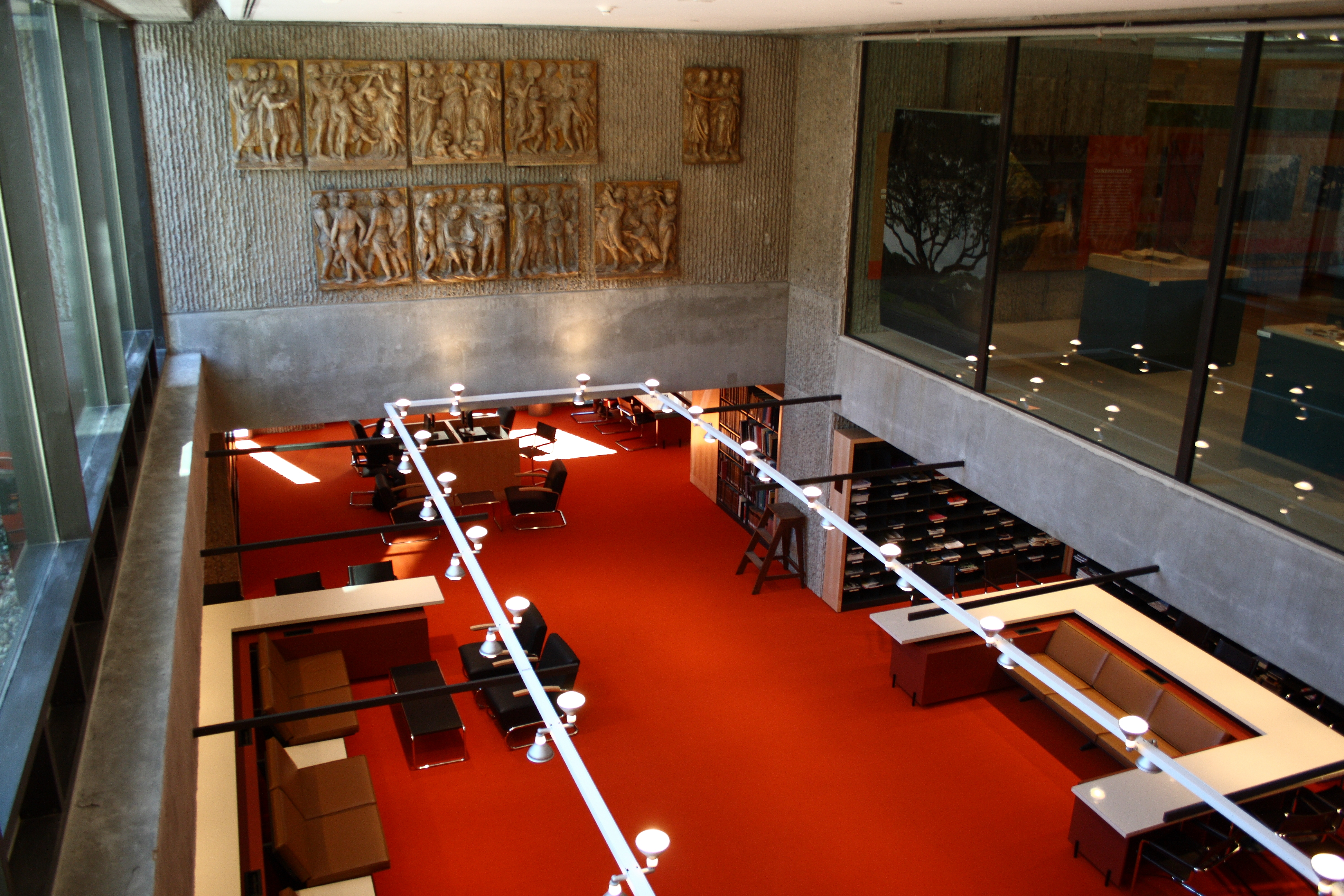
Biblioteket i Rudolph Hall, 2008.

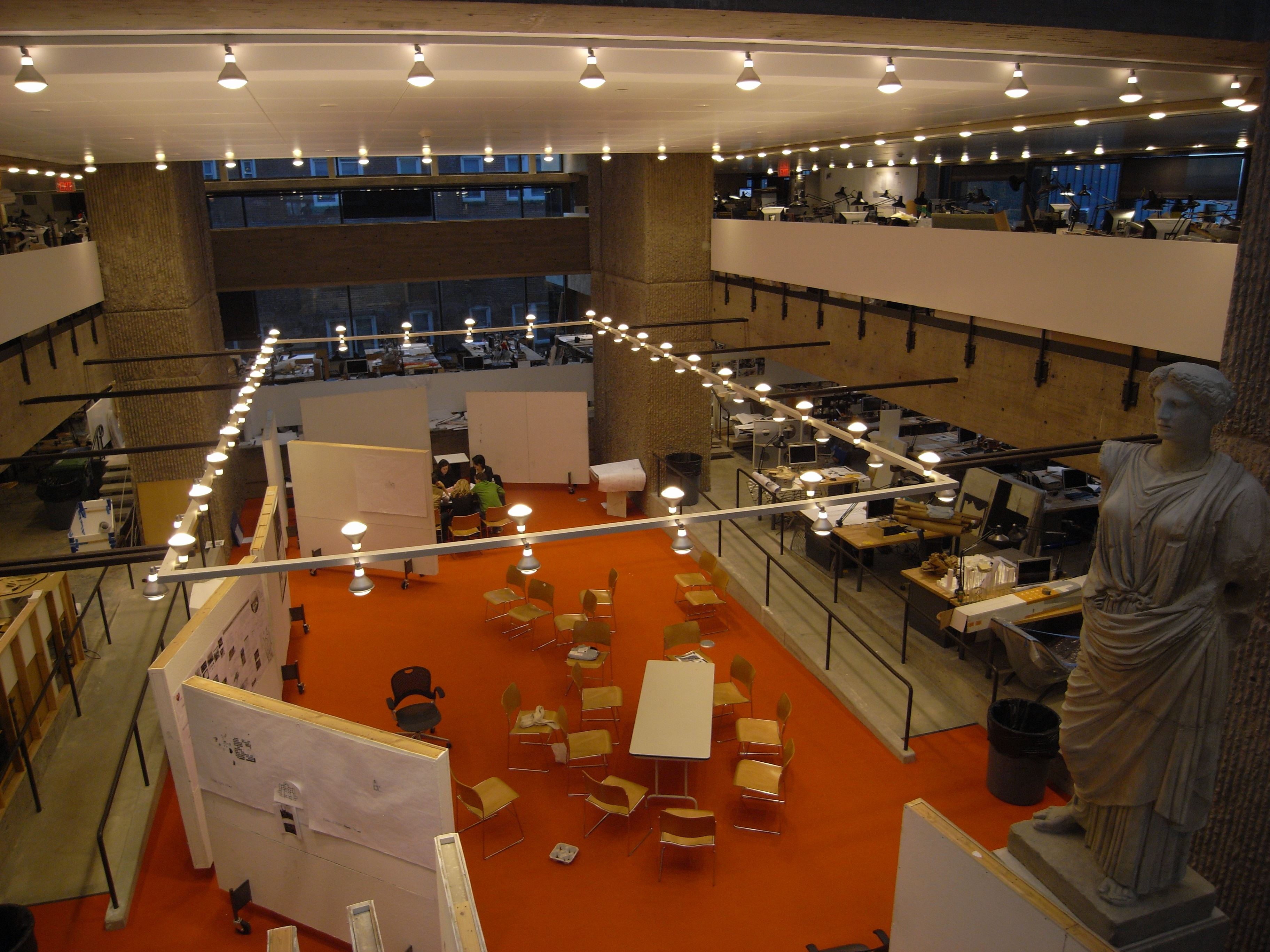
Utblick över fjärde våningen, 2008.

Rudolph Hall, tidigare och även känd som Yale Art and Architecture Building, eller bara A&A, är en universitetsbyggnad vid amerikanska Yale University i New Haven, Connecticut, uppförd mellan 1958 och 1963. Arkitekt till byggnaden var Paul Rudolph, som under denna tid även var dekanus vid Yale School of Architecture. Byggnaden rymde till en början institutionerna för arkitektur, stadsplanering, grafisk design och konst, men institutionen för konst, Yale School of Art, flyttades senare till en annan byggnad. Byggnaden är ett av de tidigaste exemplen på brutalistisk arkitektur i USA och definierade i mycket den arkitektur som kom att förknippas med Paul Rudolph.

## Arkitektur
Byggnaden uppfördes i en brutalistisk betongarkitektur och var för sin tid både kontroversiell och nyskapande. De flesta funktioner är samlade kring ett inbyggt, genomgående atrium. Våningsplanen har ett öppet samband och interiören präglas av de totalt 37 nivåskillnaderna inom den 7 våningar höga byggnaden. Exteriören, med sina slutna betongfasader, uppbrutna av nischer och tornvolymer, är utförd i platsgjuten betong. Den råa materialhanteringen och detaljeringen påminner om den sene Le Corbusier, medan nivåskillnader och den slutna fasaden andas Adolf Loos Raumplanteori och Frank Lloyd Wright. 

## Branden 1969
I samband med studentrevolten 1968 drabbades byggnaden av en serie av skadegörelsedåd som kulminerade den 14 juni 1969 då stora delar av byggnaden totalförstördes i en anlagd brand. Orsaken till branden är oklar och omtvistad och någon gärningsman kunde aldrig pekas ut. Efter branden gjordes stora delar av interiören om och förlorade en del av sin särprägel med de öppna rumssambanden. 
År 2006 påbörjades en omfattande restaurering av byggnaden för att återställa mer av den ursprungliga karaktären. Återinvigningen skedde sommaren 2008 och i samband med detta döptes byggnaden om till Rudolph Hall.